# Onalcidion
Onalcidion es un género de escarabajos longicornios de la tribu Acanthocinini.

## Especies
- Onalcidion antonkozlovi Monné, Nascimento, Monné & Santos-Silva, 2019
- Onalcidion fibrosum Monné & Martins, 1976
- Onalcidion lingafelteri Audureau, 2018
- Onalcidion maculatum Vlasak & Santos-Silva, 2021
- Onalcidion obscurum Gilmour, 1957
- Onalcidion pictulum (White, 1855)
- Onalcidion tavakiliani Audureau, 2013